# Annika Petersson
Annika Petersson (ur. 10 stycznia 1979) – szwedzka lekkoatletka, oszczepniczka.

## Osiągnięcia
- reprezentantka kraju w wielu międzynarodowych zawodach (mistrzostwa świata juniorów, puchar Europy, Zimowy puchar Europy w rzutach, mistrzostwa Europy, mecze międzypaństwowe)
- wielokrotna mistrzyni i rekordzistka Szwecji

## Rekordy życiowe
- rzut oszczepem – 57,31 (2007)
- rzut oszczepem (hala) – 51,95 (2010)